# 프랑켄슈타인의 신부 (1985년 영화)
《프랑켄슈타인의 신부》(영어: The Bride)는 영국과 미국에서 제작한 프랭크 로덤 감독의 1985년 고딕 로맨틱 공포 영화이다. 스팅, 제니퍼 빌스 등이 출연하였고, 빅터 드레이 등이 제작에 참여하였다.
평단으로부터 대체로 부정 평가를 받았으며, 박스 오피스에서 실패하였다.

## 줄거리
찰스 프랑켄슈타인은 시체 조각을 기우고 전하를 흘려보내 창조물(creature)을 위한 여성 짝 이바를 만들어낸다. 그러나 창조물은 자신과 달리 신체 기형 없이 성형된 이바를 거부하고 실험실을 파괴한다.
창조물이 사망했다고 여긴 찰스는 친구 클러밸의 성에 기거한다. 찰스는 이바를 인간 짝으로 교육 시키며 이바에게 빠져든다.
창조물은 난쟁이 리날도를 만나 빅터라는 이름을 부여 받고 부다페스트로 흘러 들어가 서커스 생활을 한다. 하지만 리날도를 싫어하던 동료 공연자 벨라가 몰래 줄을 망가뜨려 리날도는 공중그네 공연 중 추락사한다.
한편 인지력을 갖추게 된 이바는 본인의 정체에 의문을 갖게 되는데... 

## 출연진
- 스팅 - 찰스 프랑켄슈타인 남작 역
- 제니퍼 빌스 - 이바 역: 창조물의 짝.
- 클랜시 브라운 - 빅터 역: 창조물.
- 제럴딘 페이지 - 보먼 부인 역: 클러밸의 가정부.
- 데이비드 래퍼포트 - 난쟁이 리날도 역
- 앤서니 히긴스 - 클러밸 역: 친구.
- 앨렉시 세일 - 메이거 역: 서커스 소유주.
- 페루슈카 폰렌도르프 - 백작 부인 역
- 케리 엘위스 - 요제프 쇼덴만 대위 역
- 필 대니얼스 - 벨라 역: 서커스 공연자.
- 티머시 스폴 - 폴러스 역: 조수.

## 기타 제작진
- 공동 제작: 크리스 케니
- 배역: 엘런 체노웨스
- 미술: 마이클 시모어
- 의상: 셜리 러셀